# ACF Fiorentina (vrouwenvoetbal)
ACF Fiorentina is een Italiaanse vrouwenvoetbalclub uit Florence. Het is de vrouwenafdeling van ACF Fiorentina en komt uit in de Serie A.

## Historie
ACF Fiorentina werd opgericht in 2015 toen het een licentie kreeg om aan te mogen treden in de Serie A en daarmee de plek van A.C.F. Firenze overnam. Het werd daarmee de eerste onafhankelijke vrouwenvoetbalclub in Italië. Het team komt sindsdien onafgebroken uit in de Serie A.

## Bekende (oud-)speelsters

### Speelsters
- Stine Ballisager Pedersen
- Verónica Boquete
- Sofie Bredgaard
- Emma Færge
- Cecilie Fiskerstrand
- Valentina Giacinti
- Tessel Middag
- Alexandra Jóhannsdóttir
- Ilaria Mauro
- Catalina Pérez Jaramillo
- Davina Philtjens
- Emma Snerle
- Gaëlle Thalmann
- Frederikke Thøgersen
- Lisa De Vanna